# De Queen (Arkansas)
De Queen es una ciudad ubicada en el condado de Sevier en el estado estadounidense de Arkansas. En el censo del 2000 la población era de 5.765 habitantes. La ciudad es la sede del condado de Sevier.

## Geografía
De Queen se encuentra ubicada en las coordenadas 34°2′32″N 94°20′32″O / 34.04222, -94.34222. Según la Oficina del Censo de los Estados Unidos, De Queen tiene una superficie total de 15.7 km², de la cual 15.42 km² corresponden a tierra firme y (1.75%) 0.27 km² es agua.

## Demografía
Según el censo del 2000, había 5.765 personas, 1.913 hogares y 1.377 familias en la ciudad. La densidad de población era 389,5 hab/km². Había 2.108 viviendas para una densidad promedio de 144,6 por kilómetro cuadrado. De la población 66,40% eran blancos, 6,07% afroamericanos, 2,38% amerindios, 0,21% asiáticos, 0,10% isleños del Pacífico, 23,07% de otras razas y 1,77% de dos o más razas. 38,59% de la población eran hispanos o latinos de cualquier raza.
Se contaron 1.913 hogares, de los cuales 39,0% tenían niños menores de 18 años, 52,7% eran parejas casadas viviendo juntos, 13,2% tenían una mujer como cabeza del hogar sin marido presente y 28,0% eran hogares no familiares. 24,0% de los hogares eran un solo miembro y 11,8% tenían alguien mayor de 65 años viviendo solo. La cantidad de miembros promedio por hogar era de 2,93 y el tamaño promedio de familia era de 3,44.
En la ciudad la población está distribuida en 30,3% menores de 18 años, 11,7% entre 18 y 24, 28,3% entre 25 y 44, 16,8% entre 45 y 64 y 12,9% tenían 65 o más años. La edad media fue 30 años. Por cada 100 mujeres había 96,9 varones. Por cada 100 mujeres mayores de 18 años había 93,2 varones.
El ingreso medio para un hogar en la ciudad fue de $25.707 y el ingreso medio para una familia $31.582. Los hombres tuvieron un ingreso promedio de $21.542 contra $17.367 de las mujeres. El ingreso per cápita de la ciudad fue de $12.968. Cerca de 21,3% de las familias y 26,9% de la población estaban por debajo de la línea de pobreza, 36,7% de los cuales eran menores de 18 años y 18,5% mayores de 65.

## Nativos y residentes notables
- Collin Raye, cantante de country
- Wes Watkins, político